# 20 anos depois - Ar de Rock
20 anos depois - Ar de Rock é um disco de tributo ao cantor português Rui Veloso, lançado em 2000.
O disco foi editado na comemoração dos 20 anos do lançamento do primeiro álbum em 1980, Ar de Rock.
Teve a participação de diversos artistas portugueses, entre eles Xutos & Pontapés, Clã e Ala dos Namorados que regravaram as canções do disco original mais alguns temas da primeira maquete. No disco participaram também o luso-descendente Nuno Bettencourt e os brasileiros Os Paralamas do Sucesso e Barão Vermelho.

## Faixas
1. Rapariguinha do Shopping - Ala dos Namorados
2. Ai Quem Me Dera a Mim Rolar Contigo num Palheiro - Os Paralamas do Sucesso
3. Bairro do Oriente - Clã
4. Afurada - Jorge Palma & Flak
5. Chico Fininho - Xutos & Pontapés
6. Sei de uma Camponesa - Barão Vermelho
7. Miúda (Fora de Mim) - Da Weasel
8. Saiu Para a Rua - Sara Tavares
9. No Domingo Fui às Antas - Mão Morta
10. Harmónica Azul (instrumental) - Danças Ocultas
11. Donzela Diesel - Belle Chase Hotel
12. Hold Me in a Decent Way - Lúcia Moniz
13. Every Diamond - Nuno Bettencourt
14. Inner Street - Santos & Pecadores